# Mariä Heimsuchung (Feldkirchen)

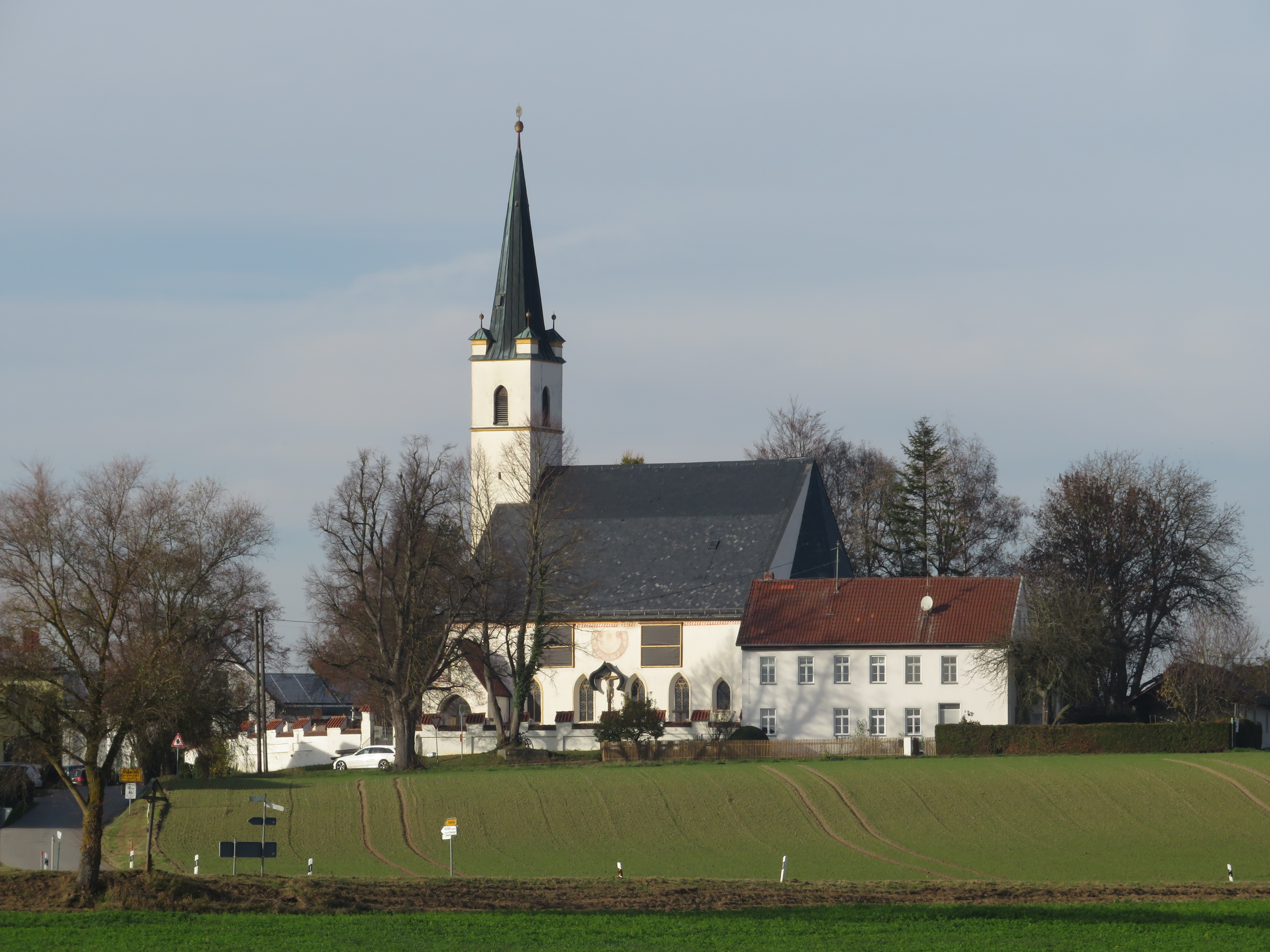
Kirche Mariä Heimsuchung in Feldkirchen

Mariä Heimsuchung Feldkirchen ist eine Kirche in Feldkirchen (Moosburg an der Isar) im nördlichen Landkreis Freising (Oberbayern). Der Ort Feldkirchen liegt westlich der Amper ca. 3 Kilometer westlich von Moosburg an der Isar in Sichtweite der Stadt.

## Geschichte
Bereits um das Jahr 750 geht man von der Errichtung einer Kirche wahrscheinlich vom Kloster Moosburg aus. Feldkirchen wird aber erst in den Traditionen des Hochstifts Freising im Jahr 1098 erstmals urkundlich erwähnt. Die katholische Kirche Mariä Heimsuchung ist seit jeher eine Filialkirche von St. Michael in Inkofen, hatte aber enge Verbindungen zum Stift Moosburg. Ab 1300 sind Marienwallfahrten der Moosburger Ratsherren nach Feldkirchen nachweisbar.

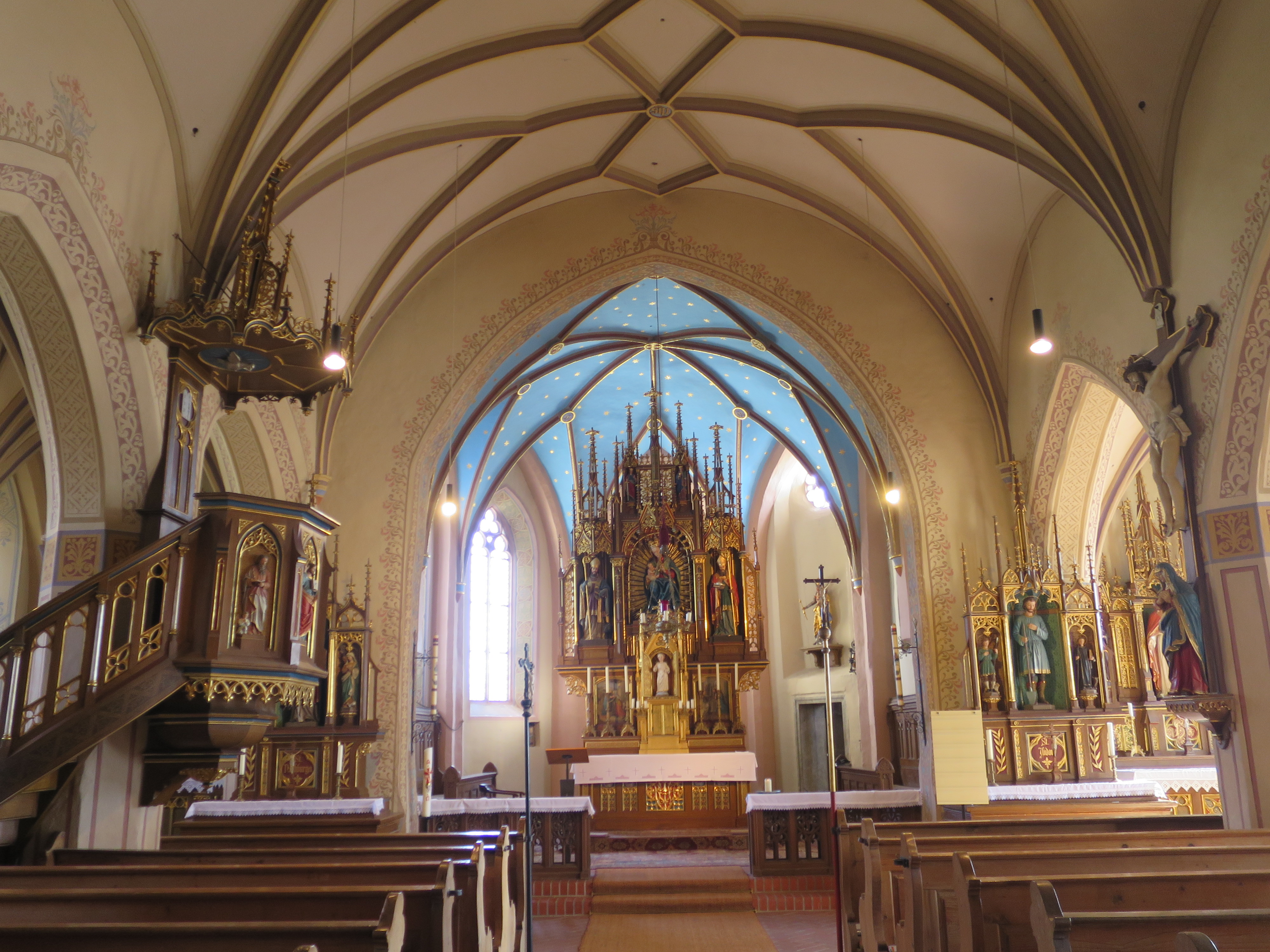
Innenraum der Kirche Mariä Heimsuchung

Baulich war sie eine einschiffige Saalkirche aus dem 14. Jahrhundert, die vermutlich auf Resten eines älteren Kirchenbaus errichtet wurde. Im Turm finden sich Reliefziegel aus der Zeit um 1300. Die Kirche wurde um 1500 in eine dreischiffige Hallenkirche umgestaltet. Etwas später erfolgte der Bau der Sakristei und der Vorhalle mit der noch erhaltenen Kreuzigungsgruppe um 1570 und gotischen Fresken. Etwa zeitgleich kommt es zur Errichtung der St.-Anna-Bruderschaft in Feldkirchen, die um 1670 erneuert wurde und für den Erhalt der Kirche eine entscheidende Rolle spielte. Die Gebetsgemeinschaft, die die Mutter Mariens als Vorbild für ein gottgefälliges Leben verehrte, erstarkte die Bruderschaft. Sie trug viel zur Gestaltung des Kircheninneren bei. Um 1717 begann man mit der barocken Umgestaltung der Kirche, die um 1790 mit den barocken Altären abgeschlossen wurde.

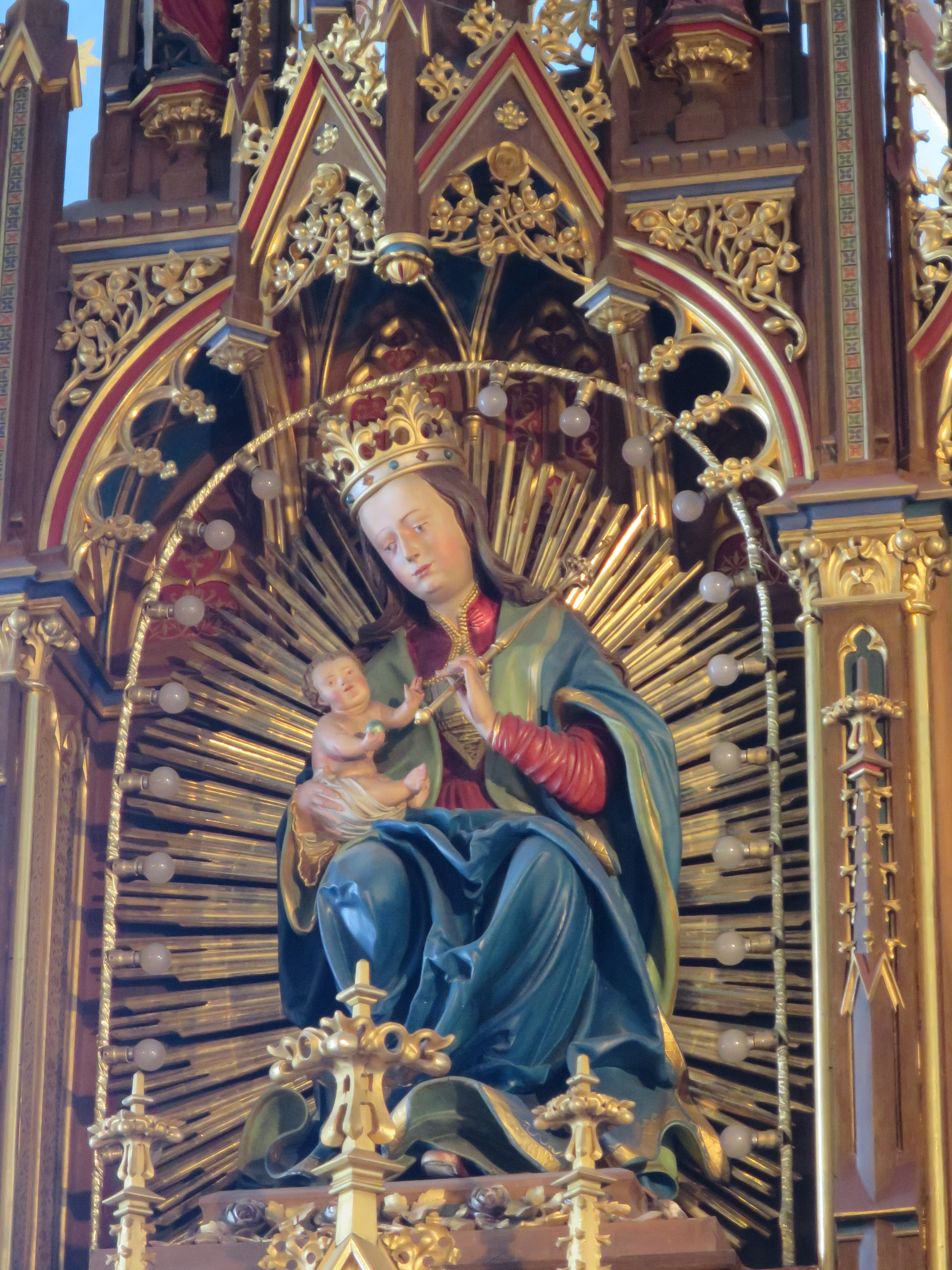
Muttergottes von Hans Leinberger

Die Leinberger-Madonna (um 1520/25) wurde im 19. Jahrhundert neu gefasst, die Haare überschnitten und das originale Perlenschapel durch eine Krone ersetzt. Ab 1883 kommt es zur neugotischen Ausstattung der Kirche. Nach zahlreichen Veränderungen wird diese neugotische Fassung ab 1982 wieder hergestellt.

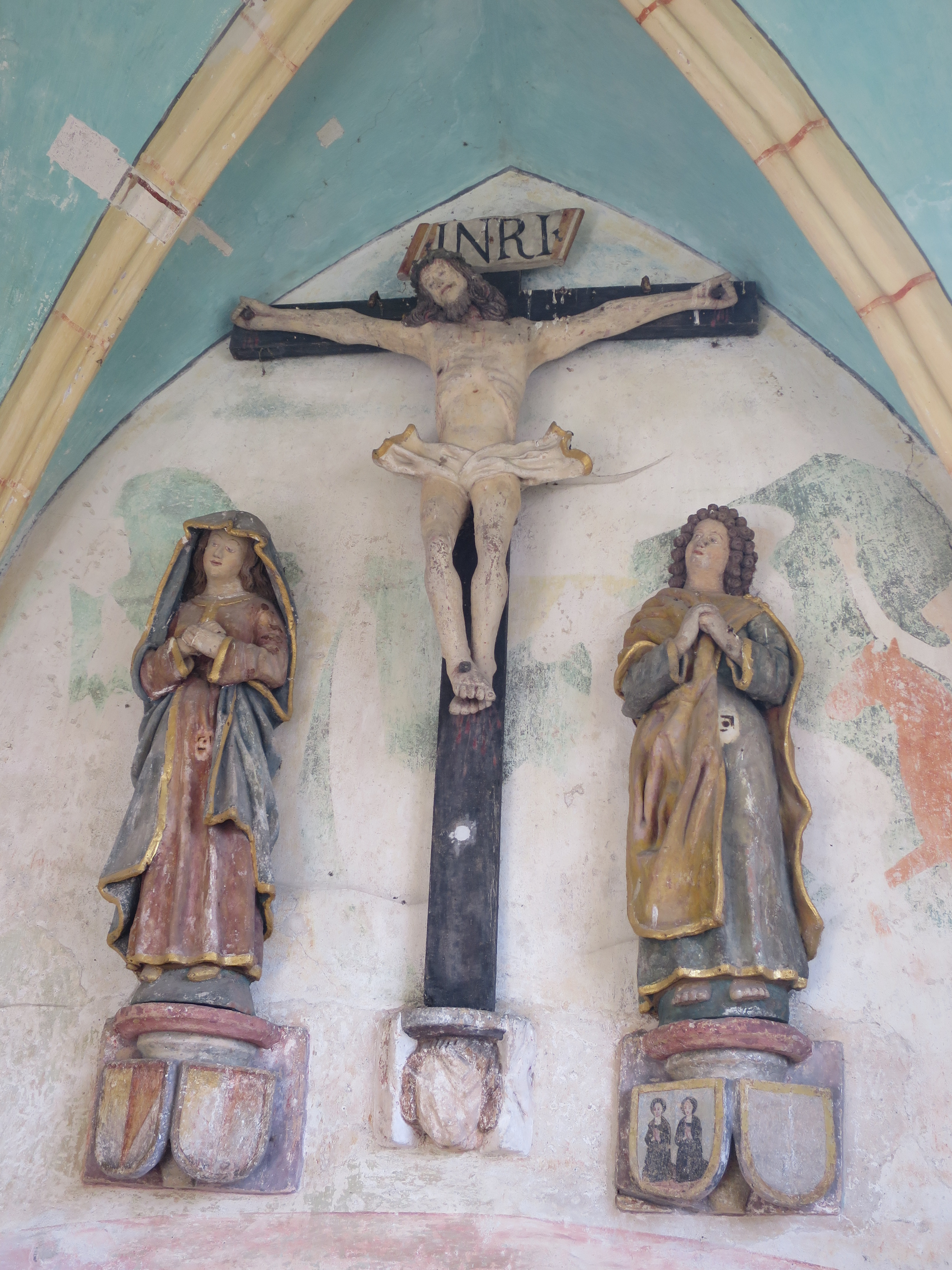
Kreuzigungsgruppe aus Ton um 1570 in der Vorhalle der Kirche.

Im Chorraum sind spätgotische Fresken mit Darstellungen aus dem Marienleben erhalten. Auf der linken Seite mit den ältesten Darstellungen der Kirchen in Feldkirchen und Moosburg. Daneben findet sich im Chorraun eine sogenannte Seeoner Madonna aus der Zeit um 1450.
Von 2020 an wurde eine umfangreiche Sanierung des Dachs der Kirche erforderlich. Aus diesem Anlass öffneten die Kirchenverwaltung Feldkirchen und der Heimatverein Moosburg e.V. die Kirche am Tag des offenen Denkmals 2023.

## Denkmalschutz
Die Kirche steht unter Denkmalschutz und wird in der Denkmalliste des Bayerischen Landesamts für Denkmalpflege folgendermaßen beschrieben:
- Katholische Filialkirche Mariä Heimsuchung: Dreischiffige Hallenkirche, 14. Jahrhundert, um 1500 umgestaltet, Westturm; mit Ausstattung
- Friedhofsmauer, zinnenbekrönte Mauer mit Nischen, wohl 19. Jahrhundert

## Glocken
Im Glockenstuhl sind vier Glocken: datiert von 1421, 1485 und zwei undatierte Glocken. Sie zählen zu den ältesten Geläuten im Erzbistum München und Freising.